# أنتوني نوفاك
أنتوني نوفاك هو لاعب كرة قدم كندي في مركز الهجوم، ولد في 27 مارس 1994 في بيكرينغ في كندا. لعب مع Lake Erie Storm men's soccer ‏.

## وصلات خارجية
- أنتوني نوفاك على موقع قاعدة بيانات كرة القدم.إي يو (الإنجليزية)
- أنتوني نوفاك على موقع Soccerway.com (الإنجليزية)